# Kroatische Eishockeyliga 1996/97
Die Saison 1996/97 war die sechste Spielzeit der kroatischen Eishockeyliga, der höchsten kroatischen Eishockeyspielklasse. Meister wurde zum insgesamt zweiten Mal in der Vereinsgeschichte der KHL Medveščak Zagreb.

## Modus
In der Hauptrunde sollte jede der vier Mannschaften insgesamt zehn Spiele absolvieren. Alle vier Mannschaften qualifizierten sich für die Playoffs, in denen der Meister ausgespielt wurde. Für einen Sieg erhielt jede Mannschaft zwei Punkte, bei einem Unentschieden gab es einen Punkt und bei einer Niederlage null Punkte.

## Hauptrunde
|    | Klub                 | Sp | S | U | N | Tore   | Punkte |
| -- | -------------------- | -- | - | - | - | ------ | ------ |
| 1. | KHL Medveščak Zagreb | 10 | 8 | 2 | 0 | 87:28  | 18     |
| 2. | KHL Zagreb           | 11 | 6 | 3 | 2 | 92:32  | 15     |
| 3. | KHL Mladost Zagreb   | 12 | 4 | 1 | 7 | 66:77  | 9      |
| 4. | INA Sisak            | 9  | 0 | 0 | 9 | 20:128 | 0      |

Sp = Spiele, S = Siege, U = unentschieden, N = Niederlagen, OTS = Overtime-Siege, OTN = Overtime-Niederlage, SOS = Penalty-Siege, SON = Penalty-Niederlage

## Playoffs

### Halbfinale
- KHL Medveščak Zagreb – INA Sisak 2:0 (37:2, 5:0 Wertung)
- KHL Zagreb – KHL Mladost Zagreb 2:1 (3:2, 2:4, 6:4)

### Finale
- KHL Medveščak Zagreb – KHL Zagreb 3:0 (7:0, 4:2, 3:2)